# Thiago Agustín Tirante
Thiago Agustín Tirante (ur. 10 kwietnia 2001 w La Placie) – argentyński tenisista, zwycięzca juniorskiego French Open 2019 w grze podwójnej.

## Kariera tenisowa
W karierze wygrał dwa singlowe oraz dwa deblowe turniej cyklu ATP Challenger Tour. Ponadto zwyciężył w jednym singlowym oraz jednym deblowym turnieju rangi ITF.
W 2019 roku, startując w parze z Matheusem Pucinelli de Almeidą zwyciężył w juniorskim French Open w grze podwójnej. W finale debel pokonał Flavio Cobolliego oraz Dominica Strickera 7:6(3), 6:4.
W 2023 roku zadebiutował w imprezie Wielkiego Szlema podczas singlowego turnieju French Open jako zawodnik z eliminacji. Po zwycięstwie w pierwszej rundzie nad Boticiem van de Zandschulpem przegrał w kolejnej z Zhang Zhizhenem.
Najwyżej sklasyfikowany w rankingu gry pojedynczej był na 132. miejscu (12 czerwca 2023), a w klasyfikacji gry podwójnej na 257. pozycji (1 listopada 2021).

### Zwycięstwa w turniejach ATP Challenger Tour

#### Gra pojedyncza
| Końcowy wynik | Nr | Data             | Turniej | Nawierzchnia | Przeciwnik          | Wynik finału |
| ------------- | -- | ---------------- | ------- | ------------ | ------------------- | ------------ |
| Zwycięzca     | 1. | 26 września 2021 | Ambato  | Ceglana      | Juan Pablo Varillas | 7:5, 7:5     |
| Zwycięzca     | 2. | 23 kwietnia 2023 | Morelos | Twarda       | James Duckworth     | 7:5, 6:0     |

#### Gra podwójna
| Końcowy wynik | Nr | Data                 | Turniej | Nawierzchnia | Partner                    | Przeciwnicy                                     | Wynik finału      |
| ------------- | -- | -------------------- | ------- | ------------ | -------------------------- | ----------------------------------------------- | ----------------- |
| Zwycięzca     | 1. | 18 września 2021     | Quito   | Ceglana      | Alejandro Gómez            | Adrián Menéndez-Maceiras Mario Vilella Martínez | 7:5, 6:7(5), 10–8 |
| Zwycięzca     | 2. | 22 października 2022 | Ambato  | Ceglana      | Santiago Rodríguez Taverna | Benjamin Lock Courtney John Lock                | 7:6(11), 6:3      |

### Finały juniorskich turniejów wielkoszlemowych w grze podwójnej (1–0)
| Końcowy wynik | Nr | Data           | Turniej            | Nawierzchnia | Partner                      | Przeciwnicy                     | Wynik finału |
| ------------- | -- | -------------- | ------------------ | ------------ | ---------------------------- | ------------------------------- | ------------ |
| Zwycięzca     | 1. | 8 czerwca 2019 | French Open, Paryż | Ceglana      | Matheus Pucinelli de Almeida | Flavio Cobolli Dominic Stricker | 7:6(3), 6:4  |